# Effektelektronik
Effektelektronik er anvendelsen af faststof elektronik til styring og omsætning/konvertering af elektrisk energi. Effektelektronik henfører også til forskningsfeltet elektroingeniørvidenskab, som omfatter design, styring, beregning og integrering af ikke-linear, tidsvarierende energi processerende elektroniksystemer med hurtig dynamik.

## Introduktion
Effektelektronik konverter kan findes overalt hvor der er behov for at ændre en elektrisk energi (f.eks. ændre dens spænding, strøm, fase eller frekvens). Disse konverteres effektområde spænder fra nogle milliwatt (som i en mobiltelefon) til hundreder af megawatt (f.eks. i en HVDC transmissionssystem). I "klassisk" elektronik anvendes elektriske strømme og spændinger til at formidle data (information), hvorimod effektelektroniks rolle er at formidle/omsætte elektrisk energi. Derfor er hovedmålet indenfor effektelektronik dens effektivitet.
De første meget højeffektelektronik enheder var kviksølvrør. I moderne systemer udføres omsætningen halvleder kontakt enheder såsom dioder, tyristorer og transistorer – og som blev udviklet af R. D. Middlebrook og andre i begyndelsen af 1950'erne. I modsætning til elektroniske systemer som tager sig af transmission og processering af signaler og data, tager effektelektronik sig af elektrisk energi processering. En AC/DC-konverter (ensretter) er den hyppigste effektelektronik enhed fundet i mange forbrugerelektronik apparater, f.eks. fjernsyn, PCere, akkumulatorladere, ovs. Effektområdet er typisk fra 10 watt til adskillige hundreder watt. I industrien er de almindeligste anvendelser variabel frekvens vekselretter som anvendes til at styre en induktionsmotor. Variabel frekvens vekselretteres effektområde starter ved nogle hundreder watt og slutter ved omkring 10 megawatt.
Effektkonverteres systemer kan klassificeres efter input og output effekttypen:
- AC til DC (ensretter)
- DC til AC (vekselretter)
- DC til DC (DC-til-DC-konverter)
- AC til AC (AC-til-AC-konverter)